# Trossamfundet Pingst – fria församlingar i samverkan
Trossamfundet Pingst - fria församlingar i samverkan är ett registrerat trossamfund, bestående av 310 svenska pingstförsamlingar.

## Bakgrund
Under pingstörelsens predikantvecka år 2000 diskuterades bildandet av riksföreningen Pingst – fria församlingar i samverkan. Man bad även Filadelfiaförsamlingen i Stockholm att inregistrera ett trossamfund hos Kammarkollegiet, något som skedde den 17 januari 2001.
Beslutet togs av två anledningar: Dels ville rörelsen ha möjlighet att använda den juridiska formen trossamfund i framtiden och dels fanns en (senare bekräftad) rädsla att det fanns församlingar som aldrig tillhört pingströrelsen i Sverige men som önskade registrera ett trossamfund under namnet Pingströrelsen, Pingstkyrkan eller liknande.
Sedan hösten 2004 har församlingarna inom rörelsen haft möjlighet att ansluta sig till trossamfundet om man delar samma värdegrund som pingströrelsen och delar bönedagsgemenskap med andra pingstförsamlingar i närområdet. Samma krav ställs för att få gå med i riksföreningen Pingst – fria församlingar i samverkan (Pingst ffs) (med år 2015 377 medlemsförsamlingar). Om en församling blir medlem i samfundet blir församlingen också automatiskt medlem i riksföreningen Pingst ffs.
I juni 2005 godkände regeringen trossamfundets ansökan om att få Skattemyndighetens hjälp att ta ut kyrkoavgift av medlemmarna.